# (4296) van Woerkom
(4296) van Woerkom est un astéroïde de la ceinture principale.

## Description
(4296) van Woerkom est un astéroïde de la ceinture principale. Il fut découvert le 28 septembre 1935 à Johannesburg par Hendrik van Gent. Il présente une orbite caractérisée par un demi-grand axe de 2,25 UA, une excentricité de 0,17 et une inclinaison de 6,1° par rapport à l'écliptique.

## Compléments